# 羽根飾りのある帽子をかぶる男のトローニー
『羽根飾りのある帽子をかぶる男のトローニー』（はねかざりのあるぼうしをかぶるおとこのトローニー、蘭: Tronie van een man met gevederde baret、英: 'Tronie' of a Man with a Feathered Beret）は、オランダ絵画黄金時代の巨匠レンブラント・ファン・レインが1635-1640年ごろ、板上に油彩で制作した絵画である。画面下部右側に「Rembrandt. f:」という署名がある。作品は1768年にウィレム5世 (オラニエ公) のコレクションに入ったが、ナポレオン戦争中にフランス軍により接収され、1815年までパリのナポレオン美術館 (現在のルーヴル美術館) に所蔵されていた。1815年の返還後はデン・ハーグのウィレム5世ギャラリーでの展示を経て、1822年以来、デン・ハーグのマウリッツハイス美術館に所蔵されている。

## 作品
この作品は、かつてレンブラントへの帰属に疑問が投げかけられていた。以前のレンブラントの作品に見られた「RHL (Rembrandt Harmenszoon Leydensis)」のモノグラムに替えて、ファーストネームの「Rembrandt」と記されていることもその一因であった。しかし、このような署名は画家の1632年以降の作品にも見られる上、1999年の修復時に科学調査が行われ、本作はレンブラントの真作であることが確認された。
本作はマウリッツハイス美術館に展示され、世間に知られるようになると、レンブラントの自画像であると見なされるようになった。確かに、画中の人物の顔立ちはレンブラントに似ているが、この絵画がレンブラントの自画像であるという根拠にはなりそうもない。これは肖像画ではなく、兵士の姿をした「トローニー」 (人間の性格を表現した習作) である。
この等身大のトローニーには、光と陰の強烈な対比、見事な技巧の冴え、奇矯な衣服の組み合わせなどレンブラントの多くの特徴が見られる。男性は心持ち顔をしかめ、肩越しに鑑賞者を見ている。頭にかぶった華麗なベレー帽は、切れ目入りの粋なつばとダチョウの羽根が目を引く。彼は優雅な耳飾りをつけ、金糸の美しい刺繍入りのマントを身に着けている。軍隊を示唆する首あてだけが、いくらか屈強な雰囲気を醸し出す。光が彼の顔を明るく照らしだし、金属製の首あてを輝かせている。
衣装と装身具の奇妙な取り合わせは当時の17世紀のファッションではなく、すべてレンブラントの想像力の産物である。ベレー帽は、16世紀の「ランツネクヒト」 (ドイツを起源とする歩兵の傭兵) が好んで着用したものを想起させる。角の形をした耳飾りもまた、17世紀当時の男性が身に着けたものではない。「アンティーク」で、異国風の服装を採用した本作を、レンブラントは注文されて描いたのではなく、絵画市場に売り出そうと考えたのであろう。